# Polycitor adriaticus
Polycitor adriaticus is een zakpijpensoort uit de familie Polycitoridae. De wetenschappelijke naam is gepubliceerd in 1883 door Drasche.

## Kenmerken
Polycitor adriaticus leeft in grote kolonies van verschillende vormen. De kolonies hebben een zeer korte steel. De diameter is ongeveer 10 cm en de hoogte is 5 cm. Het oppervlak heeft een vlezige-gelatineuze consistentie is glad.

## Voorkomen
De soort komt voor in de Middellandse Zee, de Alboránzee en de Straat van Gibraltar.

## Habitat
Het komt vaak voor op op verticale en overhangende wanden in combinatie met algengemeenschappen die aan stroming of matige hydrodynamiek zijn blootgesteld. In het algemeen nestelen ze zich goed op beschaduwde of halfschaduwrijke bodems. Bathymetrisch komt het voor tussen 2 en 40 m, hoewel het vaker wordt waargenomen op dieptes tussen 10 tot 30 meter.